# Vif (Francia)
 Vif  es una población y comuna francesa, en la región de Ródano-Alpes, departamento de Isère, en el distrito de Grenoble. Es el chef-lieu del cantón de Vif, aunque Le Pont-de-Claix y Claix la superan en población.
La ciudad es conocida por su museo Champollion renovado en 2021.

## Demografía
| 2055                      | 2 021 | 2 025 | 2 257 | 2 314 | 2 362 | 2 426 | 2 435 | 2 353 | 2 417 | 2 043 | 2 506 | 2 925 | 2 734 | 2 821 | 2 792 | 2 617 | 2 707 | 2 589 | 2 165 | 2 007 | 2 134 | 2 080 | 2 028 | 2 071 | 2444 | 3057 | 3287 | 3593 | 4419 | 5788 | 6 478 | 8050 | 8580 |
| (Fuente: INSEE y Cassini) |       |       |       |       |       |       |       |       |       |       |       |       |       |       |       |       |       |       |       |       |       |       |       |       |      |      |      |      |      |      |       |      |      |